# Acropteris rhibetaria
Acropteris rhibetaria är en fjärilsart som beskrevs av Gustave Arthur Poujade. Acropteris rhibetaria ingår i släktet Acropteris och familjen Uraniidae. Inga underarter finns listade i Catalogue of Life.